# Chlum (Zbýšov)
Chlum (německy Chlum) je malá vesnice, část obce Zbýšov v okrese Kutná Hora. Nachází se asi tři kilometry jihovýchodně od Zbýšova. Východním okrajem vesnice protéká Chlumský potok, který je levostranným přítokem Vranidolského potoka. Chlum leží v katastrálním území Chlum u Zbýšova o rozloze 3,78 km².

## Historie
První písemná zmínka o vesnici pochází z roku 1289.

## Pamětihodnosti

### PR Velká a Malá olšina
Zhruba dva kilometry jihozápadně od vsi se v lesích při Chlumském potoce nachází přírodní rezervace Velká a Malá olšina. Předmětem ochrany tohoto území je především masivní výskyt bledule jarní.

### Zřícenina hradu Chlum
Při východním okraji vsi se na ostrožně nad rybníkem nalézá zřícenina stejnojmenného hradu, který byl založen rodem Slavatů z Chlumu a Košumberka na konci 13. století.